# Rehaupal
 Rehaupal  es una comuna y población de Francia, en la región de Lorena, departamento de Vosgos, en el distrito de Saint-Dié-des-Vosges y cantón de Corcieux.
Su población en el censo de 1999 era de 188 habitantes.
Está integrada en la Communauté de communes des Lacs et des Hauts Rupts .

## Demografía
| 203 | 204 | 171 | 179 | 163 | 188 |
| Para los censos de 1962 a 1999 la población legal corresponde a la población sin duplicidades (Fuente: INSEE [Consultar]) |     |     |     |     |     |